# Izabella Laba
Izabella Laba (1966) é uma matemática polonesa radicada no Canadá. É professora da Universidade da Colúmbia Britânica.
Łaba estdou a partir de 1981 na Universidade de Breslávia (Diploma 1986) e a partir de 1989 na Universidade de Toronto, onde obteve um doutorado em 1994, orientada por Israel Michael Sigal, com a tese N-particle scattering in a constant magnetic field. A partir de 1994 foi Professor Assistente na Universidade da Califórnia em Los Angeles e a partir de 1997 Professor Assistente na Universidade de Princeton. Em 2000 foi Professor Associado e em 2005 Professor na Universidade da Colúmbia Britânica.
Em 2008 foi pesquisadora visitante no Instituto Fields.
Em 2004 recebeu o Prêmio Coxeter–James e em 2008 o Prêmio Krieger–Nelson. Foi palestrante convidada do Congresso Internacional de Matemáticos em Seul (2014: Harmonic analysis and the geometry of fractals).

## Obras
- From harmonic analysis to arithmetic combinatorics, Bulletin AMS, Volume 45, 2008, p. 77-115, Online
- com Christian Gérard Multiple scattering in constant magnetic fields, American Mathematical Society, 2002.